# 揉谷乡
揉谷乡是中国陕西省杨凌农业高新技术产业示范区杨陵区下辖的一个乡，2011年，撤销揉谷乡，设立揉谷镇。

## 行政区划
揉谷乡下辖以下行政区：
揉谷村、陵东村、陵湾村、除张村、新集村、权家寨村、太子藏村、姜原村、秦丰村、白龙村、田西村、田东村、石家村、法禧村、尚德村、光明村